# إيدا هوف
إيدا هوف هي طبيبة وسفرجات سويسرية، ولدت في 1880 في موسكو في روسيا، وتوفيت في 1952 في برن في سويسرا.